# Mortrée
Mortrée è un comune francese di 1 034 abitanti situato nel dipartimento dell'Orne nella regione della Normandia.

## Società

### Evoluzione demografica
Abitanti censiti